# Alcaufar

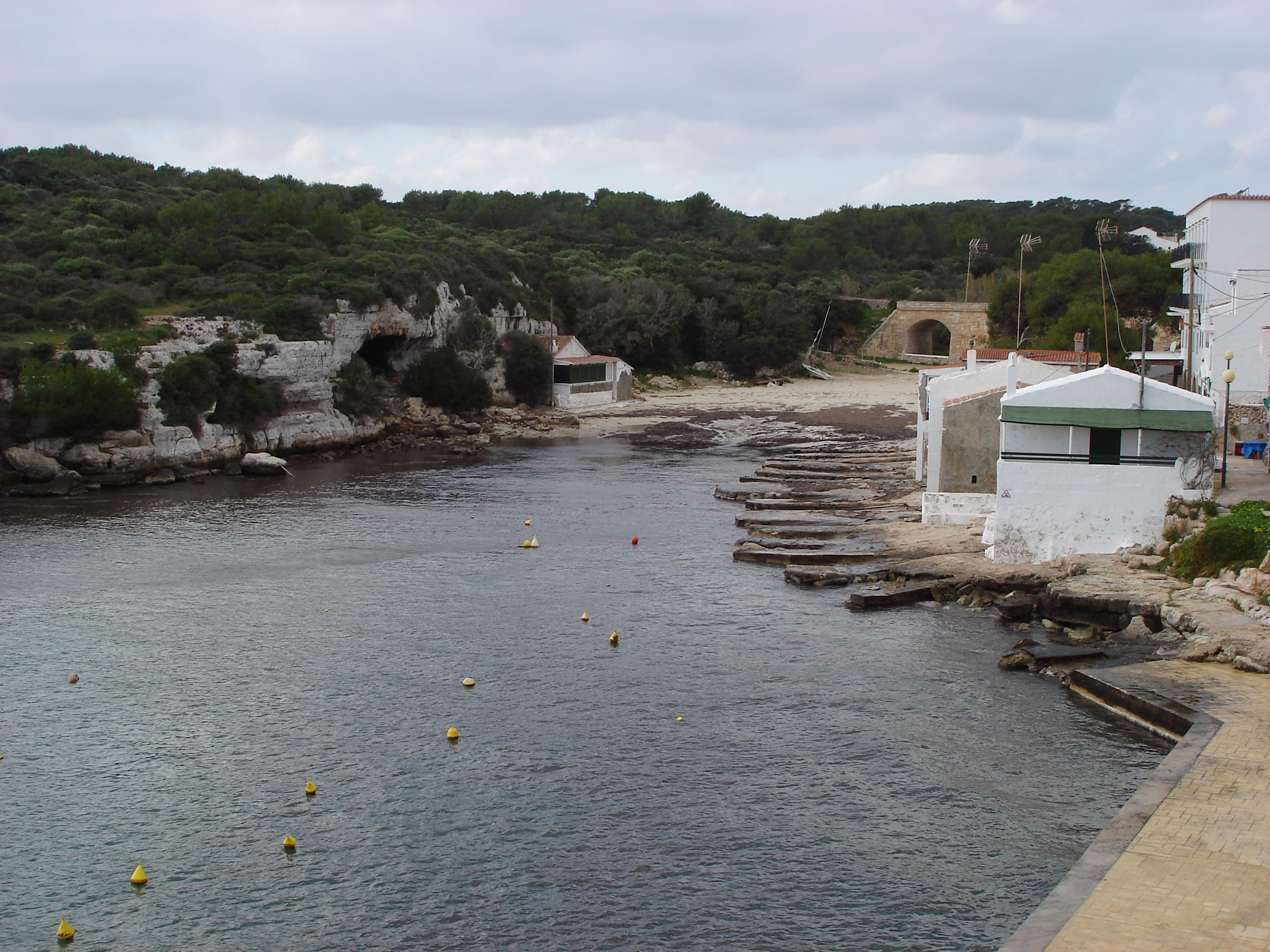
Cala de Alcalfar.

Alcalfar o Alcaufar es un pequeño núcleo de pescadores situado al sureste de la isla de Menorca, España. Administrativamente, depende del Ayuntamiento de San Luis, que se encuentra a unos cinco kilómetros.
Tiene una población de unos 130 habitantes y se sitúa al lindar de una cala, conocida como la cala d'Alcalfar. Esta cala, acabada en playa, es el resultado de una entrada alargada y estrecha de mar, en forma de cuarto de círculo. Al principio de la entrada se halla la Torre de Alcalfar, y l'Illot des Torn. Está expuesta a las olas y los vientos del sureste, con una pendiente suave, agua clara (especialmente en primavera) y fondos de arena y algas. A la parte izquierda mirando el mar, enfrente la Cova d'en Putó, nace una vena de agua fría, que se mantiene en una corriente que sale de la cala.
Fue en la cala de Alcaufar donde los franceses desembarcaron en 1756 para conquistar, con éxito, la isla de Menorca a los británicos. Más tarde, en 1781, desembarcaron entre la cala Mesquida y la cala de Alcaufar unos 15.000 soldados españoles bajo el comandamiento del duque de Crillon, que gracias a la presa de Menorca obtuvo del rey Carlos IV de España, en 1790, el título de duque de Mahón y grande de España.
- Datos: Q11904836
- Multimedia: Cala Alcalfar / Q11904836